# Comté de Christian (Kentucky)
Pour les articles homonymes, voir Comté de Christian.
Le Comté de Christian est un comté de l'État du Kentucky, aux États-Unis, fondé en 1797.
Son siège est basé à Hopkinsville.